# コードシェア便

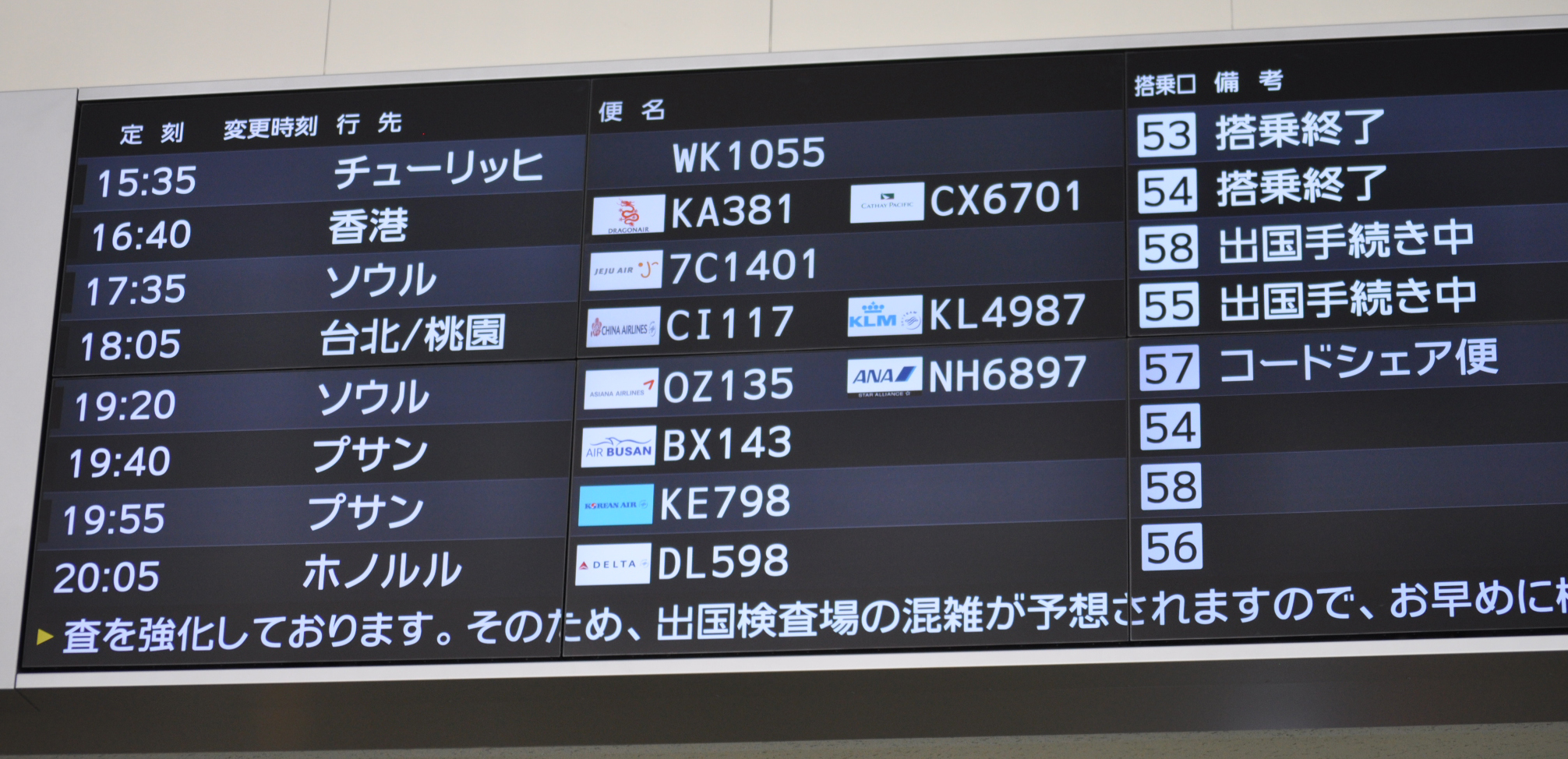
コードシェア便の案内表示（福岡空港）。同一便に複数の便名が付与されていることが分かる。この画像の例では香港行き、台北/桃園行き、ソウル行きの便がコードシェア便となっている。

コードシェア便（コードシェアびん、英: Code sharing）とは、一つの定期航空便に複数の航空会社の便名を付与して運航される便を指す。共同運航便とも呼ばれる。「共同」という名目ではあるが、一部の例外を除いて運航面での協力は行われず、事実上は1つの便を複数の航空会社が発売している形態と言っても差し障りない。
この運航形態は、複数社による座席の販売強化や運航効率の向上を狙って実施される。
日本航空（JAL）の乗務員・航空機で運航される国際線の例を挙げると、同じワンワールドメンバーであるアメリカン航空、フィンエアー、ブリティッシュ・エアウェイズ、カンタス航空、カタール航空、キャセイパシフィック航空などの便名が付与される場合がある。
つまり、JALの航空機で運航される便でありながら、アメリカン航空の便としても航空券が販売され、マイレージサービスについては、それぞれ購入した会社のサービスが受けられる。この際、チェックインや荷物の受け取りなどの手続きは、JALのカウンターに出向く必要があり、利用客に対して混乱が発生する原因にもなっている。したがって、コードシェア便を利用する場合には、成田空港など航空会社によってターミナルが分かれている空港では、受付カウンターの場所などをきちんと確認しないと、ターミナルを間違えることもある。
違いとしては自社が運用し他社販売分の席があるものを「共同運航便」と表記され、逆に他社が運用し自社販売分の席があるものを「共同運送便」または「○○社の機材で運航」と区別されていることがある。この例は、航空会社の予約サイトや一般には鉄道時刻表として有名な『JTB時刻表』（JTBパブリッシング発行）などで見られる。

## 国内線

### 国内航空会社間
国内の航空会社同士においてもコードシェアが行われ、この場合は大手航空会社が新興航空会社または地方に拠点を置く地域航空会社の便を、自社便として販売することが多い。日本航空（JAL）は格安航空会社（LCC）のジェットスター・ジャパンともコードシェアを実施しているが、同社運航便はJAL国際線との乗り継ぎの場合に限って利用できる。大手航空会社にとっては低コストで就航地・便数を増加させることが、コードシェア相手の運航会社にとっては販路が強力な大手経由で、一定数の座席確保が可能となる。利用客にとっても一社に集約して、マイレージサービス加算できることや、利用する時間帯や路線を選択できる幅が広がるなどのメリットがある。一部を除いて、大手航空会社のマイレージ特典航空券で利用することも可能である。JALの場合は、同社とコードシェアしているフジドリームエアラインズおよび天草エアライン、オリエンタルエアブリッジ便をJAL便名の特典航空券として利用できる。ジェットスター・ジャパンについてはJAL便名では利用できないが、JJP単独で利用可能な特典航空券も別途用意されている。全日本空輸（ANA）の場合は、同社とコードシェアしている国内の航空会社全てをANA便名の特典航空券で利用できる。
2019年には天草エアラインにおいて運航乗務員が病気療養することとなり運航乗務員が不足する事態となり、同社便の欠航が多数発生する事態に陥った。そのため、同年8月からは日本航空と天草エアラインのコードシェアを新たにJAL子会社のジェイ・エア運航便において実施していた。これは天草エアラインが自社で運航している大阪国際空港 - 熊本空港線を、運航乗務員の不足が解消されるまではジェイ・エア運航便でのコードシェアに一時置き換え、天草エアラインの運航乗務員の不足に対する影響を抑える狙いがあったものである。
日本国内線におけるコードシェア関係は2021年8月27日現在、次の通りである。
- 日本航空（JAL） - フジドリームエアラインズ（FDA）[2]、天草エアライン（AMX）、ジェットスター・ジャパン（JJP）[3]、 オリエンタルエアブリッジ（ORC）[4]
- 全日本空輸（ANA） - AIRDO（ADO）、 ソラシドエア（SNA）、 スターフライヤー（SFJ）、アイベックスエアラインズ （IBX）、 オリエンタルエアブリッジ（ORC）、Peach Aviation（APJ）[5]、天草エアライン（AMX）[6]、日本エアコミューター（JAC）[7]

※Peachとのコードシェアは2022年10月29日をもって終了。JAL・ORC間、JAC、AMX・ANA間によるコードシェアは2022年10月30日から。

### 海外航空会社
地方空港から大都市の国際空港を結ぶ便を中心に、国内線でもコードシェア便が運航される。
例えば、日本航空（JAL）便においてはコードシェア便としてブリティッシュ・エアウェイズやバンコクエアウェイズ、カタール航空、ハワイアン航空などの便名が付与されることもある。そのことにより、海外の航空会社にとっては、日本の空港から自国まで、あるいはその逆経路も一貫して（便名上は）自社の便として販売することが可能となる。同時に日本の航空会社にとっては、海外の航空会社の利用客にまで販路が広がる。
このような場合、海外航空会社便として搭乗できるのは、国際線と国内線との乗り継ぎを行う場合だけで、国内線区間だけを搭乗する場合は、実際に運航する航空会社便としてのみ購入可能となっている。

## アライアンス間のねじれ
概ね同一アライアンス間での共同運航が多く設定される傾向にあるが、アライアンス加盟前からの共同運航が継続している場合など、アライアンスをまたぐ事例も存在している。2010年代半ば以降、日本の国内大手二社では既存のアライアンスの提携だけではカバーできない国や地域の路線において、スカイチーム加盟航空会社とアライアンスを跨いで提携する事例およびアライアンス未加盟航空会社と提携する事例が増えてきている。更に日本航空の場合には、2017年以降ハワイアン航空との提携を皮切りに、スカイチーム加盟航空会社もしくはアライアンス未加盟航空会社との共同事業についても検討を進めている。
更に、2022年10月からは離島生活路線等の航空路線維持を目的として、航空会社の系列を超えたコードシェアを実施することとなり、ORC運航便に対しJAL便名、AMX、JAC運航便に対し、ANA便名を付与することとなった。
以下では日本国内における例を挙げる。

### 日本航空（ワンワールド加盟）
以下の航空会社とコードシェア便による運航がある。以下に掲げる航空会社は全てスカイチームに属している。エールフランス・中国東方航空・大韓航空はマイレージの提携も行っている（2024年10月現在）。大韓航空は日本-韓国間路線に限りマイル加算・特典利用の対象となる。
- エールフランス
- 大韓航空
- 中国東方航空
- 中国南方航空
- チャイナエアライン
- アエロメヒコ航空
- ガルーダ・インドネシア航空

JALのワンワールド加盟前は、ワンワールド・スターアライアンス・スカイチーム加盟の航空会社と二社間提携によりコードシェア便が運航されていた。2018年現在もスカイチーム加盟の航空会社とのコードシェアが継続され、異なるアライアンス間におけるコードシェア便の運航が見られる。JALのワンワールド加盟後もコードシェア便の拡充が図られている。
2010年10月までは、スカイチームメンバーのアリタリア航空とのコードシェアを行っていたが、JALのイタリア線撤退により解消された。その後2018年3月にアリタリア航空はANAと提携することが公表された。
2012年3月24日までは、スターアライアンスメンバーのニュージーランド航空ともコードシェアを行っていたが、同社はJALとの間でのコードシェア便運航を打ち切り、日本側のコードシェア相手をスターアライアンスメンバーであるANAに変更した。
2017年10月28日までは、スターアライアンスメンバーのタイ国際航空ともコードシェアを行っていた。タイ国際航空はANAと同一アライアンスであったが、JALとのコードシェアは継続していた。
2014年4月22日には、大韓航空の日本発着路線の全便が、JALとのコードシェア便となった。2016年12月1日からマイレージの提携も開始。当初は那覇発着を除く日本-韓国間の路線における特典航空券利用に限られ、大韓航空便名でのJMBへのマイレージ加算はできなかったが、2018年12月より日本-韓国間に限り同社便名でのJMBへのマイレージ加算が可能となった。併せて那覇発着路線の特典利用も可能となった。なお、日本-韓国間直行便以外での同社特典航空券利用とJMBへのマイレージ加算はできない。 
2018年に入り、スカイチーム加盟である中国東方航空およびガルーダ・インドネシア航空との間で共同事業を行うことを検討していることを相次いで公表した。
なお、共同事業の対象は中国東方航空が日本・中国本土間、ガルーダ・インドネシア航空は日本・インドネシア間である。中国本土（香港除く）とインドネシアはワンワールド加盟の航空会社が存在しない国である。
ガルーダ・インドネシア航空についてはこれまでANAと提携していたが、2018年10月以降はJALともコードシェアを実施、その後順次対象路線の拡充が進められ、マイレージの提携も今後実施される予定。ANAとの提携も当面の間は継続され、1年後を目処にガルーダ・インドネシア航空はJAL・ANAとの中で日本での共同事業の相手を選択する見込み。
2019年2月にはアエロメヒコ航空、2020年2月にはアエロフロート・ロシア航空とコードシェアを開始した。しかし、アエロフロート・ロシア航空とのコードシェアに関しては、ロシアのウクライナ侵攻に伴う両国直行便の休止により停止中である。

### 全日本空輸（スターアライアンス加盟）
以下の航空会社とコードシェア便運航およびマイレージの提携を行っている（2024年10月現在）。以下に掲げる航空会社は全てスカイチームに属している。下記に掲げる航空会社はANAとのコードシェアを実施している区間に限ってマイレージの加算対象となる。
- ベトナム航空
- ガルーダ・インドネシア航空
- ITAエアウェイズ

2013年10月30日にワンワールドへ加盟したカタール航空の東京（成田）・大阪（関西） - ドーハ線は、同社のワンワールド加盟当初において、同じくワンワールド加盟であるJALおよび、スターアライアンス加盟であるANAによる日本国内の航空大手二社によるコードシェア便となっていた。JALとANAの便名が同時に付与される例は、成田・関西 - ドーハ線のカタール航空運航便のみであった。なお、2014年6月18日から開設された東京（羽田） - ドーハ線は、JALとの間でのみコードシェアを実施し、ANAとの間ではコードシェアをしなかった。
カタール航空はもともとANAとの間で二社間提携を行っており、カタール航空のワンワールド加盟以前は二社間でのコードシェアであった。同社のワンワールド加盟当初は、ANAとのコードシェアをそのままを継続しJALもコードシェアに加わる形になった。
2014年8月31日をもって、ANAとカタール航空とのマイレージ提携およびコードシェア便運航が終了し、カタール航空の日本での提携先はJALに一本化された。
なお、ワンワールド加盟前にANAとの間でコードシェア便を運航していたマレーシア航空の場合は、同社のワンワールド加盟前の2012年5月31日をもってANAとの間でのコードシェア便運航とマイレージ提携を打ち切り、2012年7月1日から日本側のコードシェア相手をJALに変更している。JALとのマイレージ提携はマレーシア航空のワンワールド加盟日である2013年2月1日から開始された。
TAM航空はかつてスターアライアンスに加盟していた。2014年3月30日にスターアライアンスを脱退し、翌日ワンワールドへ加盟したがANAとのコードシェア便運航とマイレージ提携は継続となった。ただし、同社のスターアライアンス脱退後はANAマイレージクラブにおいて、上級会員になるための基準となっているプレミアムポイントの加算は対象外となった。また、TAM航空の特典航空券も同社区間単独での利用となった。同社のワンワールド加盟日からはJALともマイレージの提携を行っている。後に同社とのコードシェアについても実施されている。ANAとTAM航空との提携は2016年3月26日まで継続されていた。
USエアウェイズはワンワールド加盟であるアメリカン航空との経営統合に伴い、2014年3月30日にスターアライアンスを脱退し、翌日ワンワールドへ加盟したため同社のスターアライアンス脱退日をもってANAとの間でのコードシェア便運航とマイレージ提携を打ち切り、日本側のマイレージの提携相手をJALに変更した。完全統合に先立ち、経営統合相手のアメリカン航空とUSエアウェイズとの間でのコードシェアを2014年に開始。2015年3月にはマイレージをアメリカン航空側に統合した。同年10月をもってアメリカン航空に完全統合され消滅した。なお、マイレージの提携をJALに変更した後、JALとUSエアウェイズとのコードシェアに関しては実施されなかった。
2014年4月25日からはガルーダ・インドネシア航空とANAの間でコードシェア便運航とマイレージ提携が開始された。
2016年1月12日、ANAとベトナム航空の間で、業務・資本提携に関する基本合意書が締結したことが両社より発表された。これに伴い、ANAはベトナム航空株式の約8.8％を2兆4,310億ドン（約130億円）で取得し、同社に対して取締役を派遣する。さらに広範な業務提携を検討することとなる。コードシェア便やマイレージサービスの相互提携は、2016年10月から開始された。なお、ANAとの提携に伴い、JALとのコードシェア便の運航は終了した。
2018年3月23日、ANAとアリタリア航空の間で、包括提携契約を締結したことが両社より発表された。これに伴い2018年10月以降コードシェアとマイレージの提携を開始した。なお、アリタリア航空はCOVID-19等に伴う経営危機により2021年10月14日を最後に運航終了した。

### 「地域航空サービスアライアンス」の枠組
人口減少などで経営環境が厳しくなっている地域航空会社の路線や大手航空会社系列の離島路線を維持していくため、地域航空会社間での協業や経営統合などについて、JALグループ・ANAグループ・天草エアラインなど地域航空各社と国土交通省との間で検討が進められていた。その一環として、航空会社の系列を超えたコードシェアが検討されており、関係者間で収益性向上に有用であると認識が共有されている状況であった。。
先行的な取り組みとして、JALのマイルをANAの提携航空会社であるオリエンタルエアブリッジの長崎離島路線、ANAのマイルをJALグループの航空会社である日本エアコミューターの奄美群島路線の運賃支払いに利用できるクーポンの特典を期間限定で導入した。
2019年10月25日に、地域航空会社間での協業を促進するために、JAL・ANA・ORC・AMX・JACで構成される「地域航空サービスアライアンス」（EAS LLP）が設立された。
その後、2022年10月30日より、ORC運航便に対しJAL便名、AMX、JAC運航便に対し、ANA便名を付与するコードシェアの実施が発表された。JALグループ運航便にANA便名が付与される事例は初めてである。JAL・ANA便名双方が付与されることも、前述のカタール航空運航便において、同社がワンワールドに加盟した直後一時的にあったが、恒久的なものとしては今回が初となる。

## 運航面も含めた「共同運航便」
「共同運航」には、機材や乗務員についても運航会社を越えて共通化するケースがまれにある。こういった形態をジョイント・オペレーションと呼ぶ。
- 1967年に開設されたモスクワ - 羽田線でのアエロフロート・ソビエト連邦国営航空とJALとの共同運航便。機材（ツポレフTu-114）と運航乗務員はアエロフロートのみが提供していたが、客室乗務員はアエロフロートとJALがそれぞれ半数ずつ乗務しており[28]、機体の前方には「JAPAN AIRLINES」の文字とJALのロゴ（鶴丸）がペイントされていた。また、経費負担と運賃収入についても両者で折半となっていた。この形態での運航は1969年まで続けられ、以降はそれぞれでの単独運航となった（Tu-114 (航空機)#日本におけるTu-114も参照）。

- ウィーン - 成田線でのANAとオーストリア航空による共同運航便。週3往復の運航のうち、機材と運航乗務員についてはうち2往復はオーストリア航空が、残り1往復はANAが提供していたが、オーストリア航空機材の便ではANAの客室乗務員も乗務していた。2003年4月に週5便へ増便して以降は、ANAの乗務員がオーストリア航空機材便に乗務することはなくなった。

- ANAとアシアナ航空は2007年10月28日以降、東京（羽田） - ソウル（金浦）線において相互コードシェアを実施しているが、当初は日本語・韓国語の言語サービス向上などに努めるため、ANA所属の日本人客室乗務員をアシアナ航空運航便に、アシアナ航空所属の韓国人客室乗務員をANA運航便に乗務させていた。

## その他
- 他社から席の提供を受けているコードシェア便をマイレージの特典として認めているケースは、日本の国内線のうちジェットスター・ジャパン以外の運航便を除いてほぼないため、コードシェアでカバーしている地域への特典航空券が取得できないケースが発生することが多い。この時には提携航空会社としてマイレージによる特典航空券を取得することになるが、国内接続線が認められず別途手配が必要であり、必要マイレージ数が割高になるケースが多い。
- 日本航空の国内線ではフジドリームエアラインズ（FDA）と天草エアライン（AMX）、オリエンタルエアブリッジ（ORC）運航のコードシェア便、ANAの国内線ではAIR DOやソラシドエアなどが運航するコードシェア便の全便をそれぞれ自社便名の特典航空券として利用可能である。
- 搭乗券や手荷物引換証は運航会社便名で表示されるケースがある。JAL国内線コードシェア便としてFDAおよびAMXを利用する場合は、それぞれの運航会社の様式の搭乗券で発行され、JALコードシェア便の場合はJALとしての便名を印刷したシールが搭乗券に貼られる。ANA便名でAIR DOなど国内線でコードシェアしている航空会社を利用する場合、ANAのロゴが印刷された搭乗券で発行される。JAL・ANA共に手荷物引換証はその運航会社便名で記載される。
- 往々にして提供元の航空会社の便名の航空券を購入した方が割安になりがちである。自社手数料を卸値に上乗せしているケースが多いのに対し、提供元は卸値で一般販売しているケースが多いためである。
- 燃油サーチャージについては、原則として航空券に印字されている航空会社のサーチャージ額が適用される。したがって、同一便でも航空券によってサーチャージ額が異なる場合もある。
- 原則として、提供元航空会社の規定が適用されることから、荷物制限や運送約款、機内設備、サービスなどが契約した航空会社とは異なる場合もある[1]。